# Grete Stern
Grete Stern (Elberfeld, Alemanya, 9 de maig de 1904 — Buenos Aires, Argentina, 24 de desembre de 1999) va ser una fotògrafa i dissenyadora avantguardista alemanya nacionalitzada argentina, alumna de l'Escola de la Bauhaus.

## Biografia
A la dècada de 1930 va treballar amb Ellen Rosenberg (després coneguda com a Ellen Auerbach) i més tard, després de l'arribada de Hitler al poder, va haver d'emigrar a causa del seu origen jueu i la seva ideologia d'esquerres. El seu destí inicial va ser Londres, on va obrir un estudi el 1934, però refermada la seva relació amb Horacio Coppola, un fotògraf argentí amb el qual havia estudiat a la Bauhaus i amb qui finalment es va casar, va anar a viure amb ell a l'Argentina, on tots dos van deixar la major part del seu llegat fotogràfic. Tot i que van separar-se el 1943, ella es considerava a si mateixa una fotògrafa argentina i el 1958 va adoptar aquesta nacionalitat.
La seva casa familiar a Buenos Aires va ser un punt de trobada d'intel·lectuals. Entre les amistats que la freqüentaven hi havia figures com Pablo Neruda, Jorge Luis Borges, Renate Schottelius o Clement Moreau, entre d'altres. Algunes de les personalitats internacionals a les quals va retratar van ser Bertolt Brecht i Jorge Luis Borges.
Va realitzar diversos viatges per l'Argentina en els que va conèixer a l'escassa, però encara existent població indígena, a la qual va fotografiar i amb la qual es va involucrar de manera especial. Va arribar a ser professora de fotografia a la Universitat de Resistencia a la Província del Chaco i es va dedicar als problemes socials de la comunitat indígena de la zona.
El 1982 va rebre el Premi Konex - Diploma al Mèrit com una de les cinc millors fotògrafes de la història de l'Argentina.
El 1985, a causa d'una malaltia ocular, va abandonar la fotografia.

## Obra
Les seves obres de la serie "Somnis", de caràcter oníric i execució surrealista, mostren amb nitidesa la seva empremta avantguardista. Aquest treball inclou 150 fotomuntatges realitzats entre 1948 i 1952 que van il·lustrar una columna de la revista femenina Idilio. Les obres, que il·lustren els "somnis" de les dones, ironitzen sobre el contingut de la columna, per la qual cosa es considera una obra de perspectiva feminista en contradicció amb la línia editorial de la pròpia revista. Stern va ser la primera fotògrafa llatinoamericana a abordar els problemes de la dona mitjançant la fotografia i més particularment, a través del fotomuntatge.
També són de gran sensibilitat, igual que els seus retrats, les seves imatges documentals, els seus reportatges urbans sobre Buenos Aires o sobre els últims indígenes argentins.

## Llibres
- Buenos Aires (1953).

## Exposicions (Selecció)
- 1985: La photographie du Bauhaus, Museu d'Art Contemporani de Mont-real (Canadà)
- 1997: Arte MADÍ (col·lectiva, 1 juliol a 20 d'octubre 1997), Museo Nacional Centro de Arte Reina Sofía, Madrid, (Espanya). Exposició comissariada per Maria Lluïsa Borràs.
- 1998: Arte Madí (col·lectiva, 7 novembre 1997 a 11 gener 1999), en itinerància al Museu Extremeny i Iberoamericà d'Art Contemporani (Museo Extremeño e Iberoamericano de Arte Contemporáneo - MEIAC), Badajoz, (Espanya)
- 2001: Somnis, Presentation House Gallery - PHG, North Vancouver, BC (Canadà)
- 2003: Art Abstracte Argentí (Col·lectiva), Fundació Proa, Buenos Aires (Argentina)
- 2005: Cultures del Gran Chaco (Individual), Fundació Proa, Buenos Aires (Argentina)
- 2011: Els somnis 1948 - 1951 (Individual), Museu d'Art Llatinoamericà de Buenos Aires (Argentina)

## Galeria

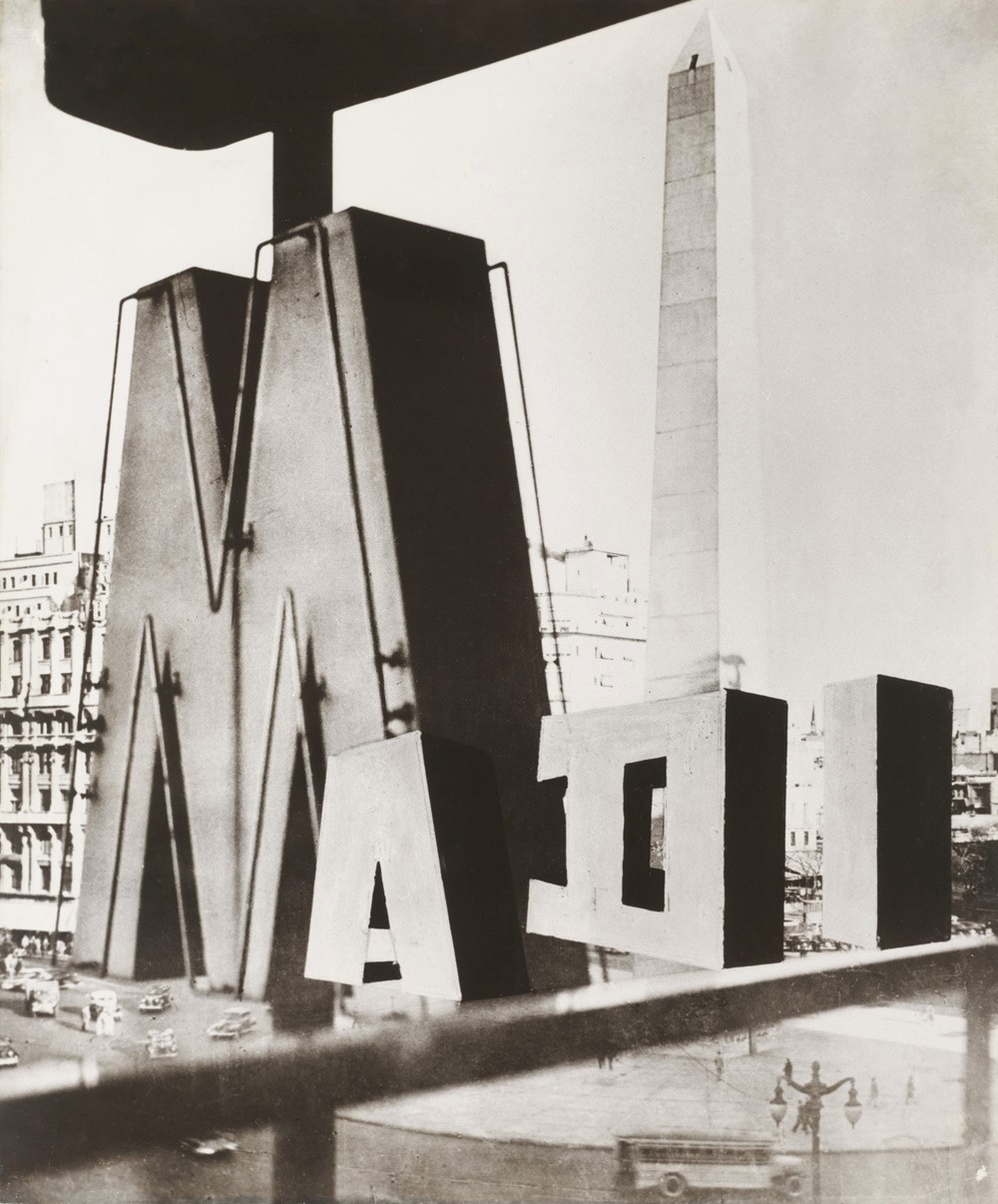
Madí (1946). Fotomuntatge pel grup d'artistes Madí. Gelatinobromur.
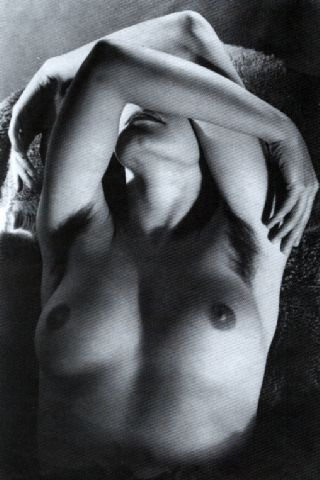
Nu III (1946).
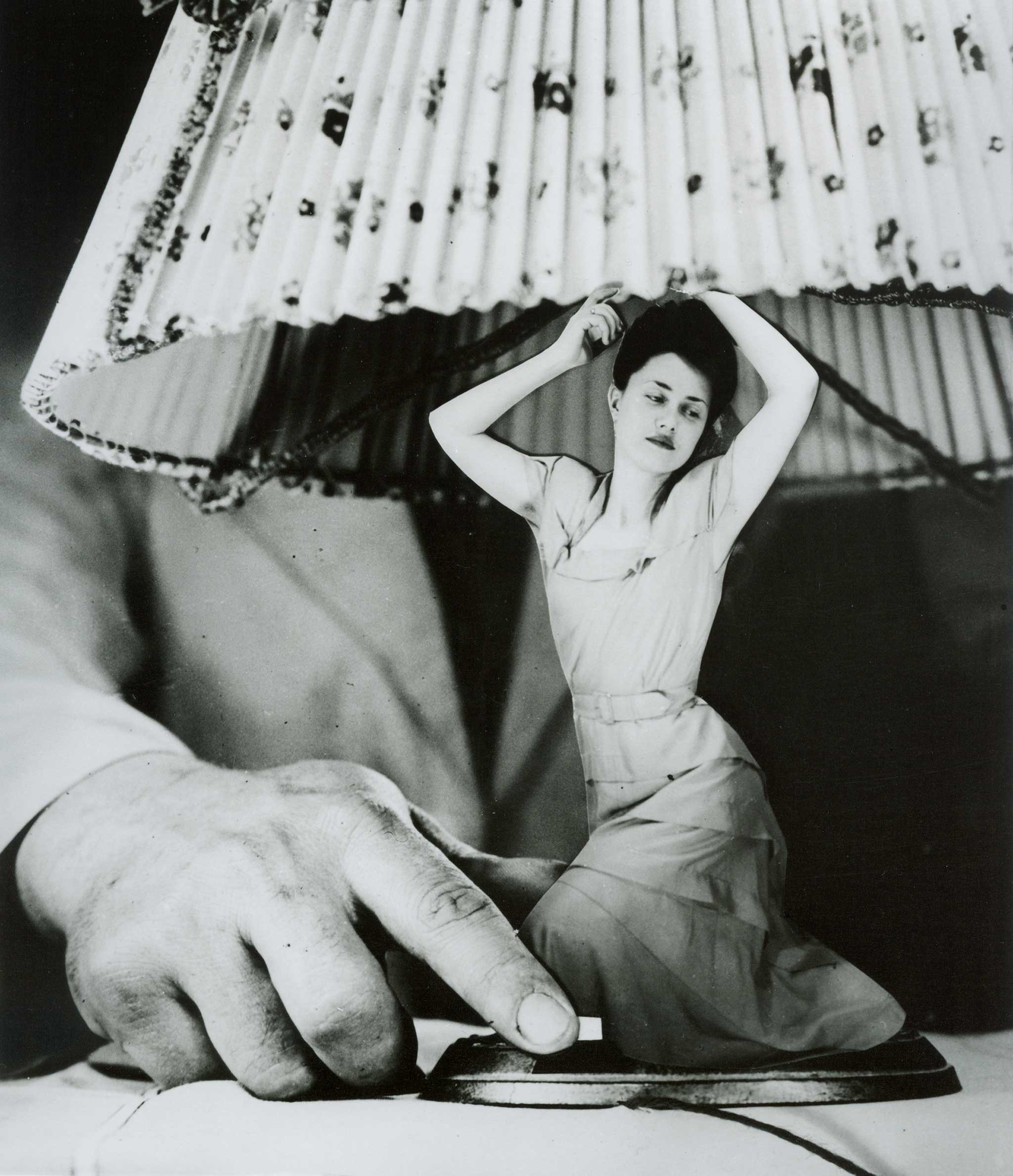
Artículos eléctricos para el hogar (Articles elèctrics per a la llar). Fotomuntatge (1950).
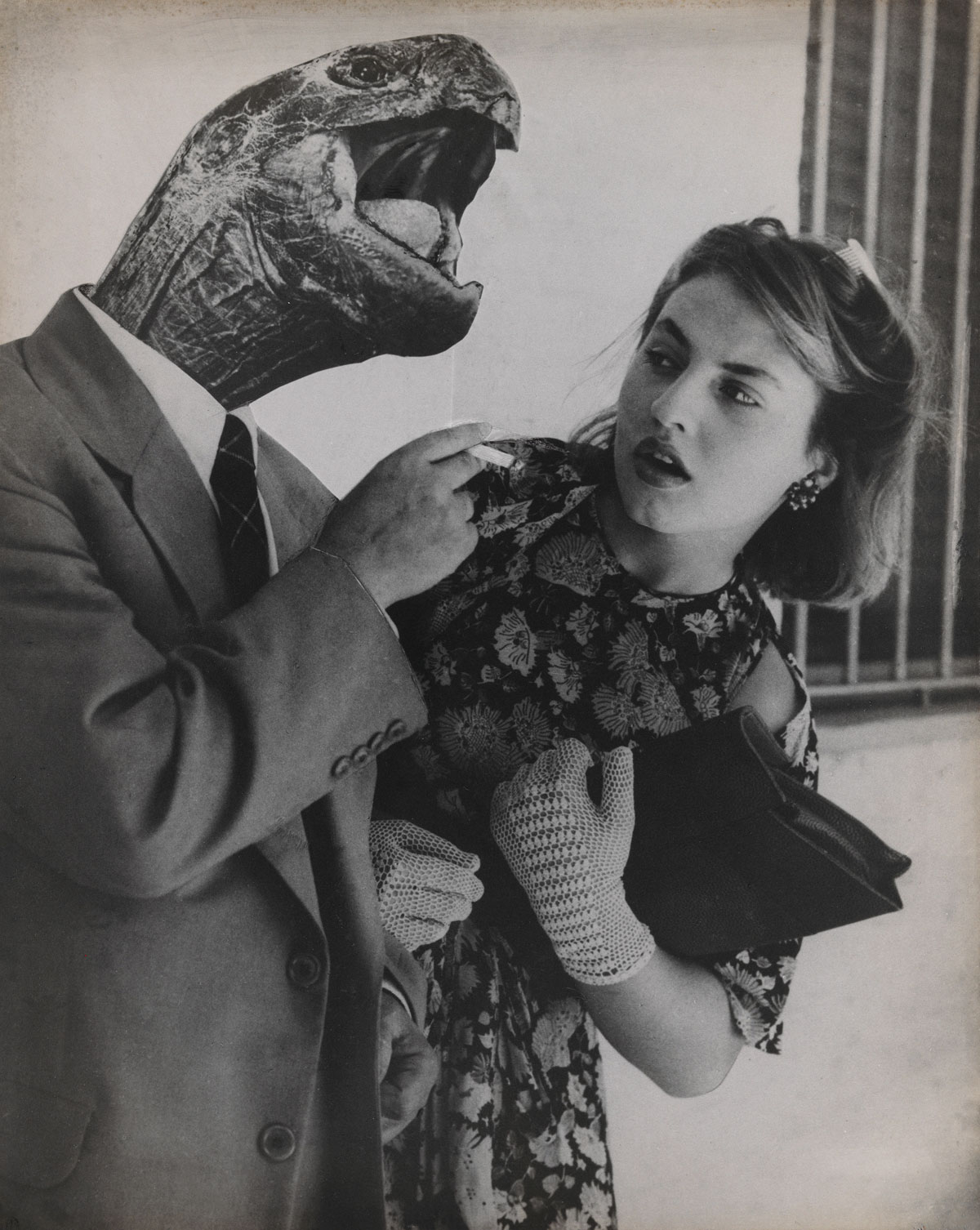
Somni núm. 28. Amor sense il·lusió (1951).
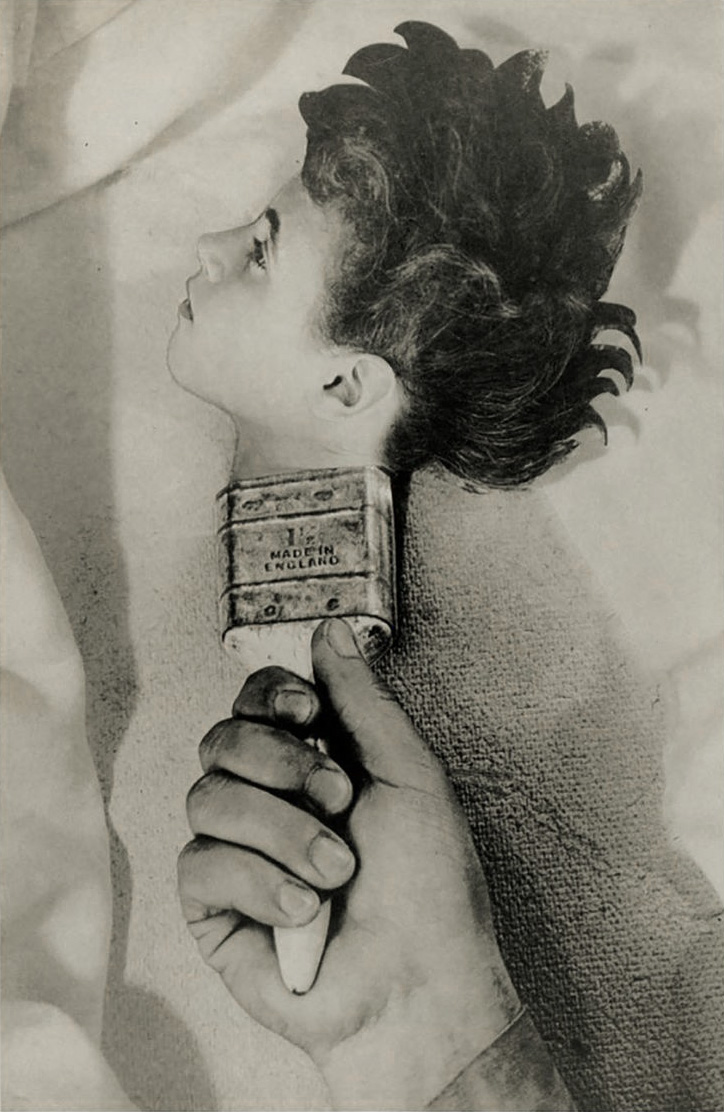
Somni núm. 31. Made in England (1950).
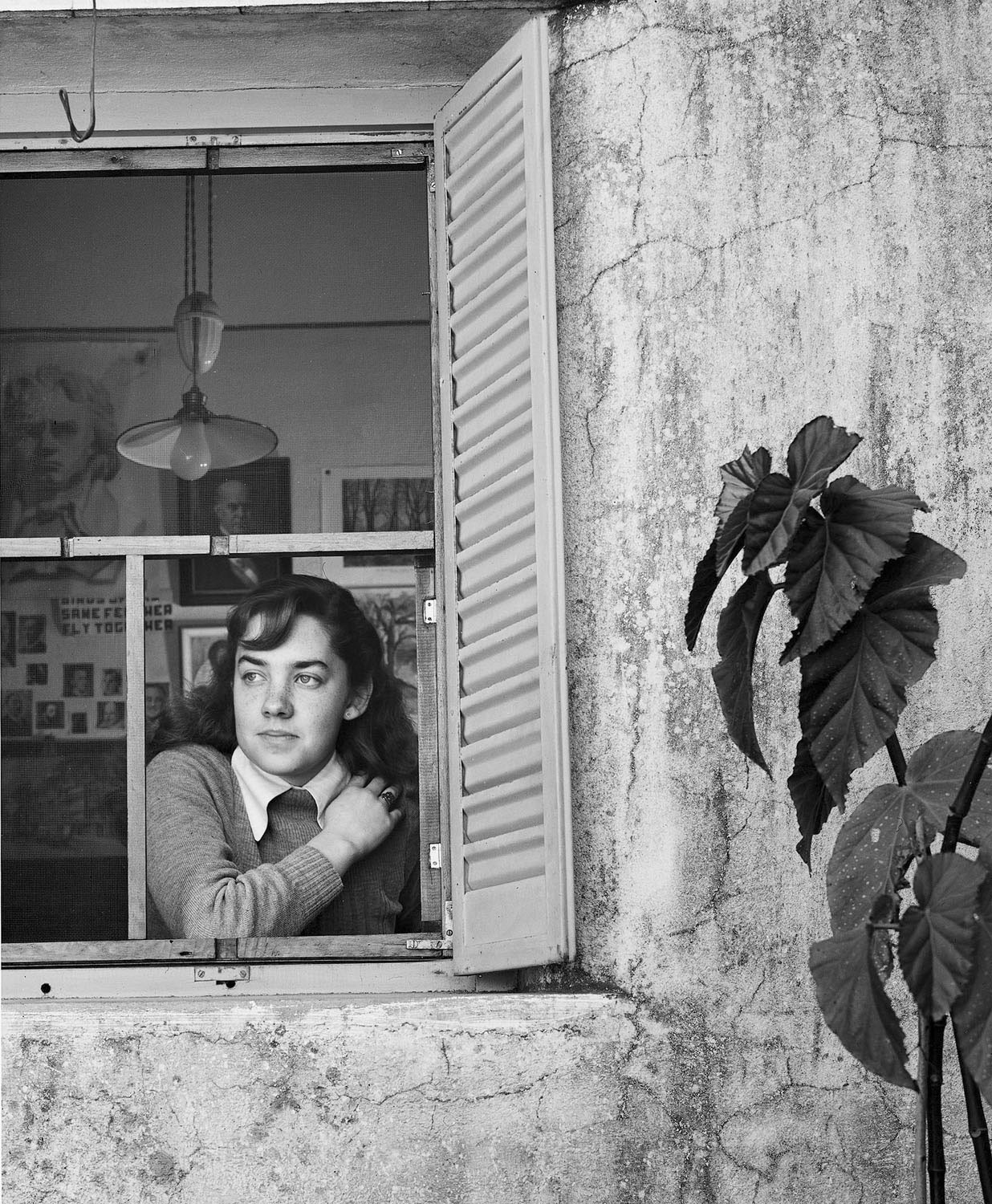
Retrat de María Elena Walsh (1947).
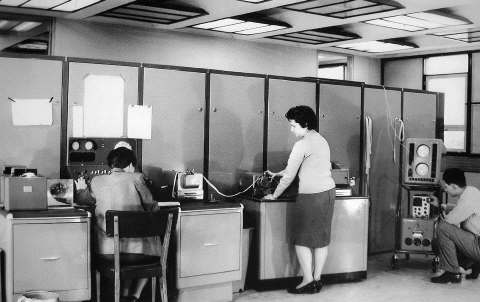
Computadora Clementina (1962).
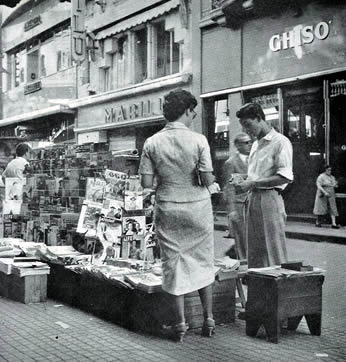
Kiosk a Buenos Aires (1956).
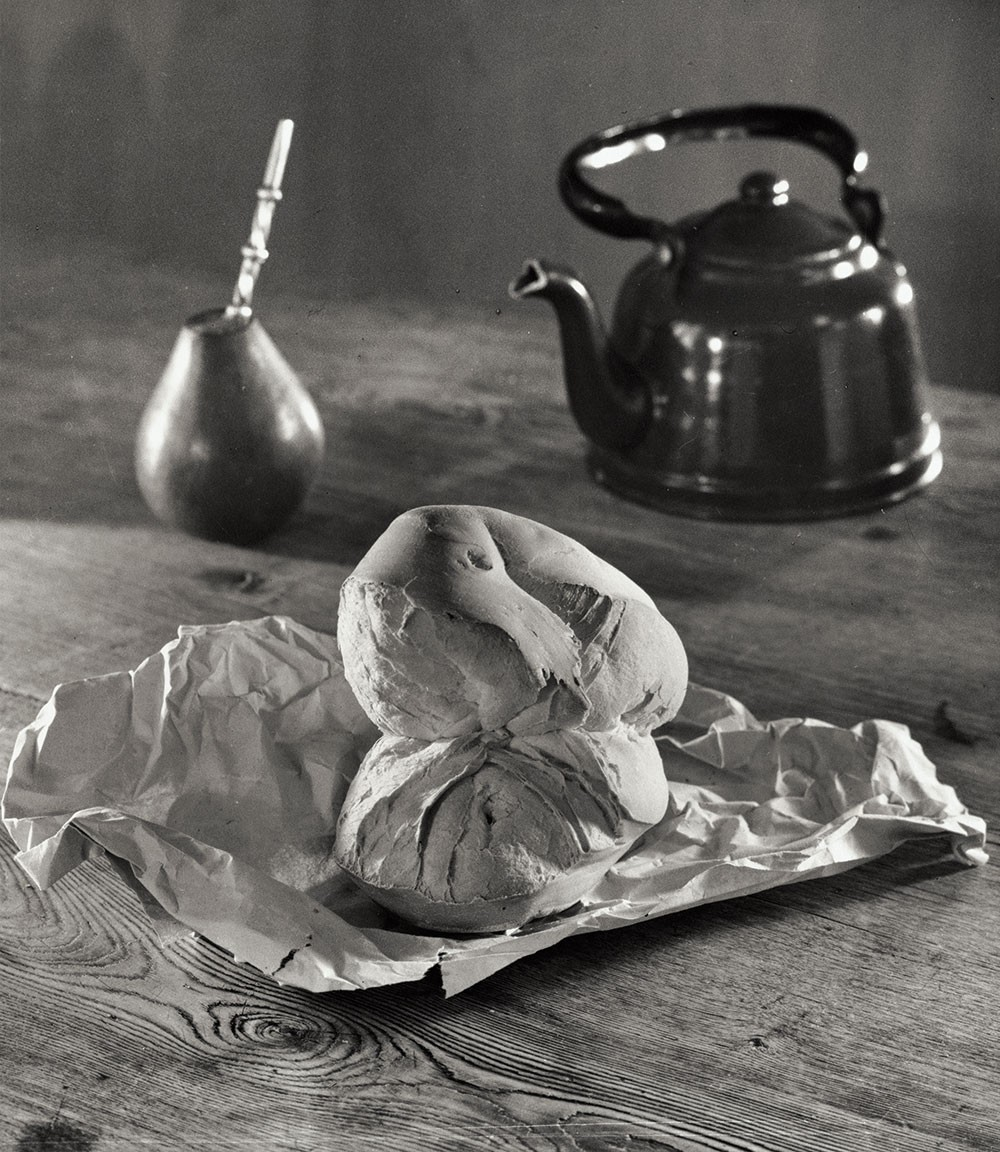
Pan y mate (1956).

Autoretrats:

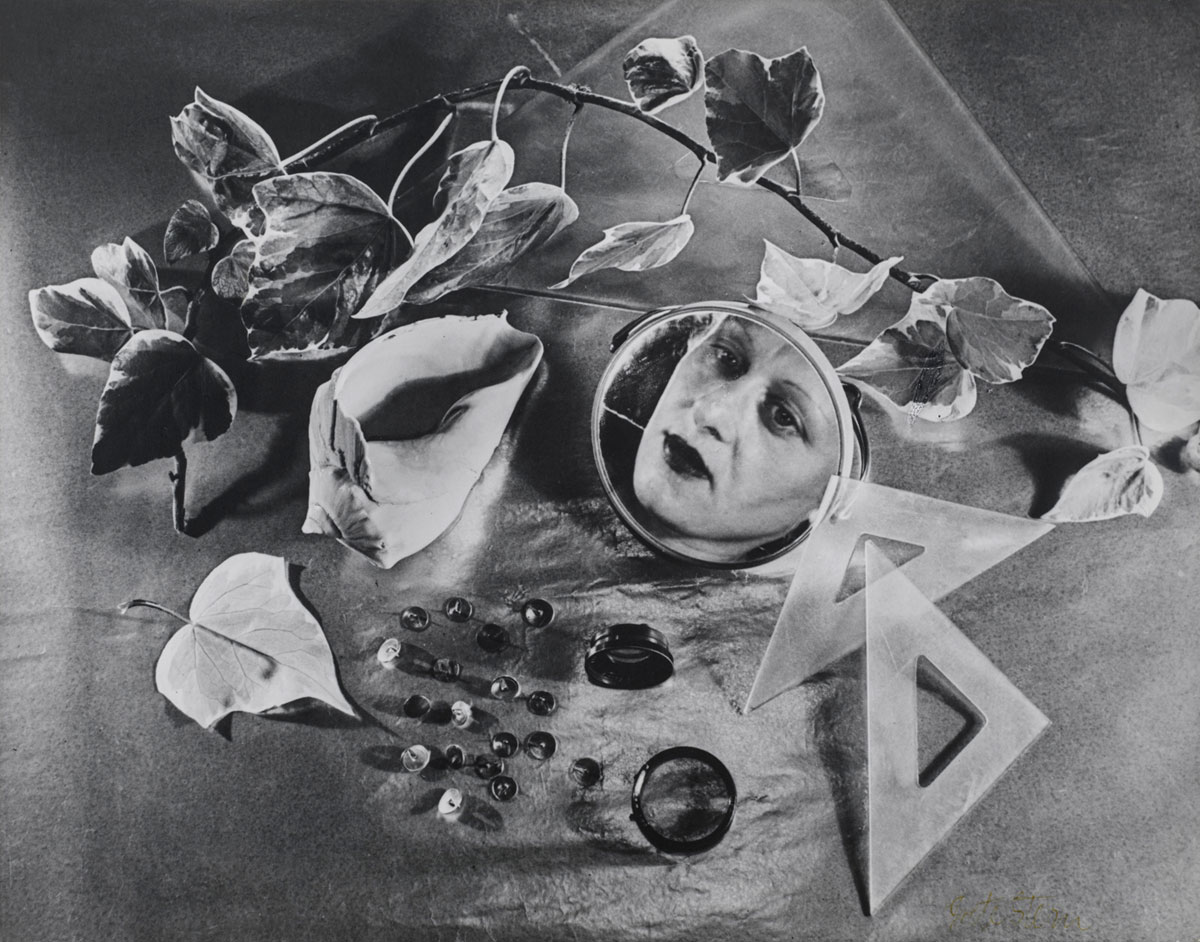
Autoretrat (1943)
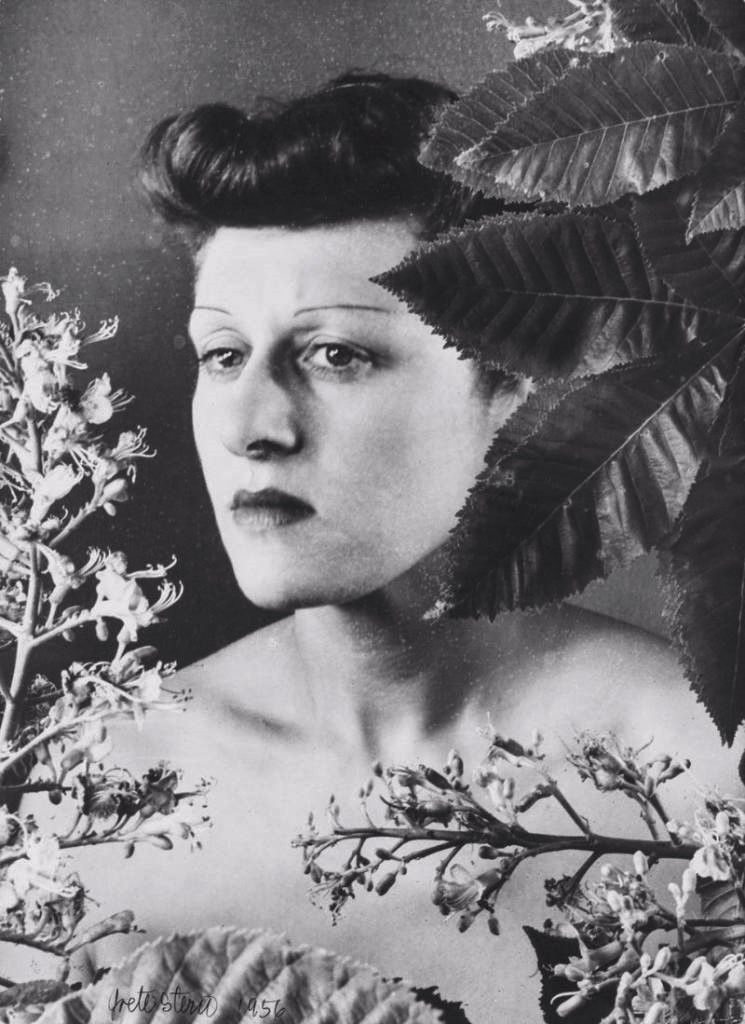
Autoretrat (1956)
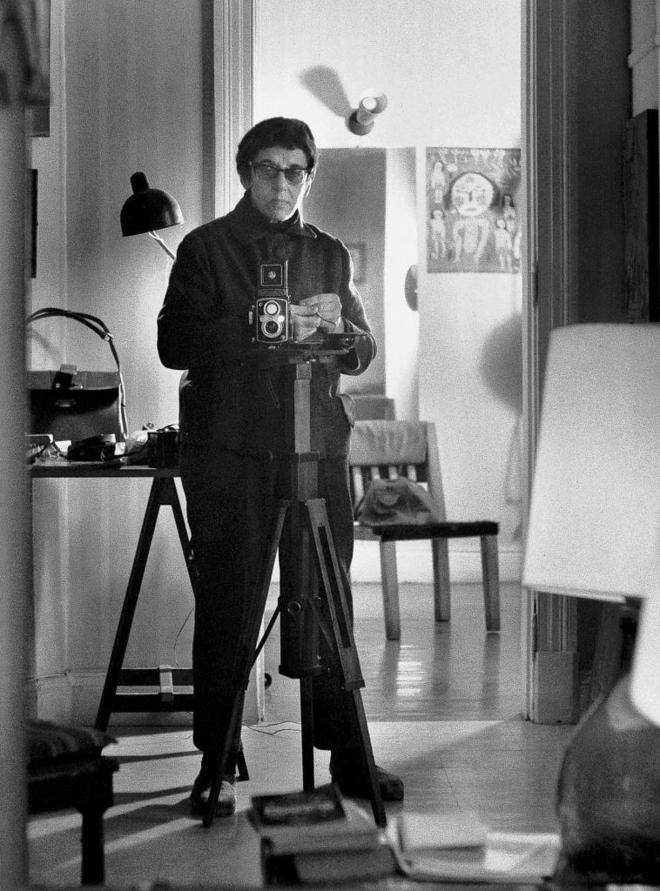
Autoretrat (1970)